# Achaiska förbundet
Achaiska förbundet var under antiken ett militärt förbund av stadsstater geografiskt placerade främst i Achaia på Peloponnesos i Grekland. Achaiska förbundet kom att bli en maktfaktor i regionen och var en rival till Makedonien och det aitoliska förbundet.
Förbundet bildades då städer på Peloponnesos år 280 f.Kr. revolterade mot den makedoniska ockupationen. Den ledande grundtanken inom förbundet var fullständigt likaberättigande för alla deltagande stater. I spetsen för det stod en strateg (fältherre), som valdes varje år och inte kunde väljas om omedelbart. Hans närmaste man bar titeln hippark (rytteribefälhavare). Vid strategens sida stod ett rådskollegium av tio demiurger, och den högsta beslutande makten tillkom den generalförsamling, i vilken varje medborgare över 30 år i någon av de stater som hörde till förbundet ägde rätt att delta. Större politisk betydelse fick förbundet först omkring 250 f.Kr., då Aratos från Sikyon efter att ha befriat sin fädernestad Sikyon från tyrannvälde förmådde den att inträda i förbundet och själv valdes till dess strateg. Alla peloponnesiska staters sammanslutning till inbördes skydd blev nu det mål som förbundet under Aratos ledning eftersträvade, men till följd av spartanernas och eliernas hårdnackade motstånd inte lyckades uppnå. Förbundet råkade 228 f.Kr. i ett krig mot Sparta och dess konung Kleomenes III, som hade upptagit Spartas gamla politik och ville tilltvinga sig hegemoni på Peloponnesos. Akajerna led flera svåra nederlag, så Aratos såg sig år 223 f.Kr. föranledd att söka hjälp hos konung Antigonos Doson i Makedonien. Härigenom kom förbundet ånyo under makedonskt inflytande, så mycket ödesdigrare, som det snart nog medförde inblandning från romarna.
Ett nytt uppsving fick förbundet från 207 f.Kr. under den krigsduglige Filopoimens ledning. Efter flera, delvis med understöd av romerska vapen vunna, segrar över Spartas envåldshärskare Machanidos och Nabis lyckades Filopoimen år 192 f.Kr. tvinga denna stat till inträde i förbundet. Då kort därefter Elis och Messenien följde exemplet omfattade förbundet verkligen hela Peloponnesos, dock numera under romerskt beskydd. Detta vidgade omfång motsvarades inte av inre styrka och sammanhållning. De grekiska staternas inbördes avund förlamade förbundets verksamhet och underblåstes av romarna, vilka efter Makedoniens besegrande eftertraktade Greklands fullständiga underkuvande. Då förbundet slutligen inlät sig i krig mot romarna år 146 f.Kr. var dess och Greklands öde beseglat. Hur stor dess betydelse dock varit visas av att hela det underkuvade Grekland i egenskap av romersk provins erhöll namnet Achaea.